# 宋基淑
宋 基淑（ソン・ギスク、송기숙、1935年7月4日 - 2021年12月5日）は、韓国の小説家である。全羅南道の長興出身。

## 略歴
木浦教育大学で教えて、その後全南大学の教授として在職しながら教育民主化宣言文を作成し、拘束された。その後釈放されたが、1980年の5・18光州民主化運動で再び拘束され、翌年に釈放された。それから全南大学の国文科教授を歴任した。
「創作過程を通して見たソン・チャンソプ」を発表してから小説家になり、｢ある緩衝地帯｣(1968) ｢白衣民族｣(1969) ｢休戦線の知らせ｣(1971) ｢思母曲A短調｣(1971)「ある年の春｣(1972)｢智異山のチョンガー泉｣(1973)などの作品を発表した。
彼の作品は、1980年代の分断文学の重要な成果として挙げられるほど、分断克服の意志を見せた作品が多い。また、韓国的な状況を地方都市の現実を通して形象化していて、弥勒仏という民族信仰的な素材を通して人間の尊厳についても探求した。
2021年12月5日午後8時に満86歳で死去。

## 受賞歴
- 1972年、第18回 現代文学賞
- 1994年、第9回 萬海文学賞
- 1995年、第12回 錦湖芸術賞
- 1996年、第13回 楽山文学賞

## 主な作品
短編小説
- 1972年、『백의민족』(白衣民族)[3]
- 1978年、『도깨비 잔치』(お化けの宴会)
- 1979年、『재수 없는 금의환향』(縁起の悪い錦衣行)

長編小説
- 1977年、『자랏골의 비가』(ジャラット谷の悲歌)
- 1981年、『암태도』(巖泰島)
- 1994年、『녹두장군』(緑豆将軍)
- 2000年、『오월의 미소』(五月の微笑)